# Jan van Woluwe
Jan van Woluwe was een Zuid-Nederlands schilder, verluchter en geestelijke die werkzaam was eind 14e eeuw. 
Hij was in dienst van het hertogelijk hof van Johanna van Brabant en Wenceslas in Brussel. Hoewel hij naar voren komt als de belangrijkste Brabantse schilder van zijn tijd, is er geen bewaard werk aan hem toeschrijfbaar.
In 1378-1380 verluchtte hij drie boeken voor hertogin Johanna. In 1384 beschilderde hij haar draagbare uurwerk en leverde hij een diptiek. In 1386 werd hij betaald voor een muurschildering in een gang van het Coudenbergpaleis.
Ongetwijfeld was Jan van Woluwe de scildere die in 1400 werd toegelaten tot de vooraanstaande broederschap van Sint-Jacob ter Overmolen in Brussel.